# Estela del hambre
La Estela del Hambre es un texto de treinta y dos columnas grabado en la cara este de una de las rocas superiores de un afloramiento rocoso en el extremo sur de la isla de Sehel (muy próxima a Asuán en el Alto Egipto).
La descubrió en 1889 Charles Edwin Wilbour, y fue traducida por Brugsch (1891), Pleyte (1891), De Morgan (1894), Sethe (1901), Barguet (1953) y Lichtheim (1973).
El texto está datado en el año 18 del reinado de Necherjet-Dyeser (Zoser), de la dinastía III, aunque la estela fue grabada en época muy posterior (en época ptolemaica). Narra la preocupación del monarca por la hambruna que asoló el país al no llegar las aguas del Nilo al nivel necesario para regar los campos. El faraón hizo llamar a Imhotep y le preguntó por las causas de tal desgracia. Éste le aconsejó suplicar el fin del hambre al "Señor de las Fuentes del Nilo", el dios creador Jnum. De ahí que se grabaran en tan alejado lugar.
La estela trata los siguientes aspectos: Descripción de la hambruna, visita a la Biblioteca de Hermópolis, revelaciones de Imhotep, los cantos de Zoser y un decreto real. Entre las columnas situadas entre la sexta y la vigésimo segunda se habla de métodos constructivos, de la columna undécima a la décimo octava Imhotep enumera diversas rocas y minerales de la región de Elefantina, y de la columna decimoctava a la vigésima se describe el sueño del rey.

…año 18 de Horus Netirejet, de las dos señoras Netirejet, del Horus de oro Zoser.

El dolor me tenía sujeto en mi trono y la gente a mi alrededor estaba triste.
Mi corazón me oprimía porque durante mi reinado hacía siete años que el Nilo no crecía a su debido tiempo.
El cultivo de cereales era escaso, las semillas se secaban en la tierra y no había suficiente comida.
Los niños lloraban, los jóvenes desfallecían y los viejos se acurrucaban en el suelo con las piernas cruzadas.
Entonces, para apartar la preocupación hice llamar al sumo sacerdote Imhotep.
¿Dónde nace el Nilo? – le pregunté.
¿Qué divinidad vive allí, para que yo la estreche a mí?
Imhotep respondió: Hay una ciudad en medio del agua, rodeada por el Nilo, que se llama Elefantina y cuyo dios es Khunum.
Con satisfacción, el rey tuvo noticia de las riquezas de las que era dueño Khunum.
Ordenó un gran sacrificio para Khunum y las diosas que formaban tríada con él, Satis y Anukis.
A continuación se le apareció Khunum en sueños y le habló: Soy Khunum, tu creador.
Mis brazos te rodean para proteger tu cuerpo. Soy el señor de la creación que se ha creado a sí mismo, el gran océano, que estaba aquí desde el principio de los tiempos, el Nilo que fluye según mi propia voluntad.
Yo haré crecer el Nilo para ti, el hambre acabará, los corazones de los egipcios rebosarán más que antes de alegría.
El rey continúa: Luego me desperté.

Tan pronto como hubiera reunido mis pensamientos y me recuperé del estupor, promulgué un decreto a favor de mi padre Khunum correspondiendo así a todo lo que él había hecho por mí…
Estela del hambre; trad. española de la francesa de Paul Barguet (1915 - 2012): La Stèle de la famine à Séhel, 1943.